# Мандрик Володимир Станіславович
Володи́мир Станісла́вович Мандрик (нар. 16 грудня 1957, Калуш, Івано-Франківська область) — український футболіст, тренер.

## Життєпис

### Клубна кар'єра
1993 року виступав за аматорську команду «Хімік» (Калуш).

### Тренерська кар'єра
Тренерську кар'єру розпочав після завершення кар'єри гравця. Спочатку тренував аматорів, а потім був запрошений до тренерського штабу «Спартака» з Івано-Франківська, де 2006 року був виконувачем обов'язків головного тренера. Нині працює директором стадіону «Хімік» у Калуші.